# Sphenorhina puncta
Sphenorhina puncta är en insektsart som beskrevs av Nast 1949. Sphenorhina puncta ingår i släktet Sphenorhina och familjen spottstritar. Inga underarter finns listade i Catalogue of Life.